# Totally Clueless
Totally Clueless es un programa de concursos y cámaras ocultas de MTV estrenado el 22 de octubre de 2012.
En Latinoamérica estreno el 17 de julio de 2013.

## Elenco
- Kristen Acimovic
- Giulio Gallarotti
- Alison Bennett
- James Manzello
- Patrice M. Harris
- Nico Elicerio

## Episodios

### Episodio 1
Nombre en Estados Unidos: "Full House, Get Me Out Of Here, Bizarro Bridal" 22 de octubre de 2012
Fecha en Latinoamérica:  17 de julio de 2013

### Episodio 2
Nombre en Estados Unidos: "Harassment Headache, Phony Free FroYo, Dry Run Nanny" 23 de octubre de 2012
Fecha en Latinoamérica:  17 de julio de 2013

### Episodio 3
Nombre en Estados Unidos: ???
Fecha en Latinoamérica: ???